# ساس‌های بوسه‌زن
ساس‌های بوسه‌زن یا ساس‌های آدم‌کش (Triatominae) یک تیره از راسته نیم‌بالان و رده حشرات است که دارای ۱۳۰ گونه می‌باشد. این حشرات خون‌خوار هستند. این ساس‌ها هنگام خون‌خواری از میزبان، باعث بیماری شاگاس می‌شوند.

## ظاهر ساس بوسه زن
همانطور که در تصویر میبینید ساس بوسه زن دارای بدن صاف و تخت بوده که به آن این امکان را میدهد تا به راحتی خود را در درز ها و شکاف الیاف و وسایل منزل مانند بالش ، تشک خوش خواب ، تخت خواب ، پتو ، ملحفه ، مبلمان ، و لباس ها پنهان شود

## تولید مثل
ساس بوسه زن بالغ روزی 2 تا 3 تخم میگذارد ؛ که در طول زندگی جمعا 200 تا 500 تخم میرسد .
تخم های یک میلی متری سفید مروارید شکل اند .
و این تخم ها را میتوان در مکانهایی که این ساس ها پنهان میشوند یافت

## رفتار و رژیم غذایی
ساس های بوسه زن فقط در هنگام خونخواری به طرف انسان میروند ، رد خون روی ملحفه ها و در مسیر مخفی گاه های ساس ها نشانه دیگری از وجود ساس است لکه های کوچک قهوه ای یا سیاه روی ملحفه ، دیوار و کاغذ دیواری نشانه ای احتمالی برای وجود ساس بوسه زن است .

## نحوه ورود به منزل
این نوع ساس از طریق روش های ذیل به زندگی انسان ورود میکنند .
- سفر های خارجی
- سوارشدن به وسایل حمل و نقل عمومی
- آمدن مهمان به خانه یا خرید اثاثیه دست دوم  بخصوص مبلمان و تخت خواب

این کار ها از قبیل کار های عمده هستند که میتوانند شمارا دچار ساس بوسه زن کنند

## ازبین بردن ساس بوسه زن
بهترین روش برقراری ارتباط با متخصصین سم پاشی حشرات است تا در اسرع وقت اقدام به سم پاشی و پاکسازی منزل شما کنند .